# Ángela (nombre)
Ángela es un nombre propio femenino, siendo la versión femenina del nombre  Ángel, de origen griego (Άγγελος «Ággelos», que significa ‘mensajero’, con el significado bíblico de ‘mensajero de Dios’. Es un nombre muy común en todo el mundo occidental, y más común en lenguas germánicas (que se da sobre todo en lenguas romances).
A pesar del origen bíblico del concepto —según las religiones abrahámicas, los ángeles eran guardianes del cielo.

## Santoral
- 4 de enero: Santa Ángela: natural de Foligno, vivió en el siglo XIII.[2]
- 27 de enero: Santa Ángela de Mericí: franciscana, vivió en el siglo XV.[2]
- 2 de octubre: Santos Ángeles Custodios.
- 5 de noviembre: Santa Ángela de la Cruz, Sevilla.
- 14 de diciembre: Santa Ángela de Urbina y Antezana.
- 28 de junio: Angela Nina.